# Feddan
Le Feddan (ou Faddan, ou feddan masri) est une ancienne unité de superficie agraire utilisée dans plusieurs pays et régions du monde arabe, en Égypte, au Soudan, au Yemen, en Arabie, en Syrie, en Tunisie...
Sa valeur est d'environ 42 ares (4 200 m2) en Égypte vers 1830, et la seule unité qui reste légale quand celle-ci adopte le système métrique. Mais elle a varié suivant le temps et les localités. En Égypte elle a pu aller de 42 à 82 ares. Au XXe siècle à Alep en Syrie la superficie d'un feddan varie de 22,95 ares à 34,43 ares. Elle ne correspond pas forcément a une superficie précise.